# Adam Sedgwick
Adam Sedgwick (22. března 1785 Dent – 27. ledna 1873) byl britský geolog a anglikánský kněz, jeden ze zakladatelů moderní geologie. Navrhl kambrijské a devonské období jako součásti geologické periodizace. Nejdříve na základě svého výzkumu velšských skalních vrstev navrhl v roce 1835 kambrium ve společné publikaci, ve které Roderick Murchison navrhl silur. Později v roce 1840, aby vyřešil to, co se později stalo známým jako velký devonský spor o skalách poblíž hranice mezi obdobími siluru a karbonu, navrhl s Murchisonem období devonu.
Ačkoli vedl mladého Charlese Darwina v jeho studiu geologie a oba vědci pokračovali v přátelském vztahu, byl Sedgwick oponentem Darwinovy evoluční teorie pomocí přirozeného výběru. Důrazně se postavil proti přijímání žen na Univerzitu v Cambridgi; v jednom rozhovoru popsal aspirující studentky jako „ošklivé drzé kokety“.